# Quintette à cordes no 1 de Brahms
Pour les articles homonymes, voir Quintette à cordes (homonymie).
Le Quintette à cordes no 1 en fa majeur opus 88 est un quintette pour deux violons, deux altos et un violoncelle de Johannes Brahms. Composé en 1882 et achevé à Bad Ischl, il fut donné en première audition pour le public allemand le 29 décembre 1882 et le 15 février 1883 pour le public viennois par le Quatuor Hellmesberger. Il devait écrire à son éditeur Simrock : « je n'ai jamais entendu une aussi belle œuvre qui fût de moi ».

## Analyse de l'œuvre
1. Allegro non troppo ma con brio (à )
2. Grave ed appassionato
3. Allegro energico (en fa majeur à 
)

- Durée d'exécution : vingt sept minutes.